# Јалшевец Брешки
Јалшевец Брешки је бивше насељено место у саставу Града Иванић-Града, у Загребачкој жупанији, Хрватска.

## Историја
На попису 2011. године насеље је укинуто и припојено насељу Иванић-Град.

## Попис1991.
На попису становништва 1991. године, насељено место Јалшевец Брешки је имало 450 становника, следећег националног састава:
| Попис 1991.‍  | Попис 1991.‍  | Попис 1991.‍ | Попис 1991.‍ | Попис 1991.‍ |
| ------------ | ------------ | ----------- | ----------- | ----------- |
|              |              |             |             |             |
| Хрвати       | Хрвати       |             | 422         | 93,77%      |
| Албанци      | Албанци      |             | 7           | 1,55%       |
| Југословени  | Југословени  |             | 6           | 1,33%       |
| Срби         | Срби         |             | 4           | 0,88%       |
| Муслимани    | Муслимани    |             | 2           | 0,44%       |
| Македонци    | Македонци    |             | 1           | 0,22%       |
| Румуни       | Румуни       |             | 1           | 0,22%       |
| неопредељени | неопредељени |             | 4           | 0,88%       |
| непознато    | непознато    |             | 3           | 0,66%       |
| укупно: 450  |              |             |             |             |